# ウィッティア (カリフォルニア州)
ウィッティア（英: Whittier）は、アメリカ合衆国カリフォルニア州ロサンゼルス郡の都市。ロサンゼルス市から南東に19kmにある。人口は8万7306人（2020年）。近くにあるモンテベロと同様にゲイトウェイ都市の一部になっている。町の設立は1887年、法人化は1898年2月であり、1955年にチャーター市になった。市名は詩人のジョン・グリーンリーフ・ウィッティアから採られており、市内にはウィッティア・カレッジがある。

## 歴史
ウィッティアのルーツはスペイン軍人マヌエル・ニエトまで遡ることができる。1784年、ニエトの兵役任務に対する報償と、カリフォルニア開拓の奨励のために、スペインから広さ30万エーカー (1,200 km2) のランチョ・ロス・ニエトスが払い下げられた。その土地はサンガブリエル伝道所との論争の結果として、1790年に減らされた。それでも領地は167,000エーカー (680 km2) あり、ウィッティア北にある丘陵部から、フラートン、ブレア、南の太平洋まで広がり、西はロサンゼルス川から東はサンタアナ川まであった。ニエトはウィッティア近くに家族の牧場を設立し、牛や馬を購入し、またトウモロコシ畑を造った。1804年にニエトが死んだとき、その子供達が資産を相続した。
米墨戦争のとき、町の大半は牧場主かつメキシコ領カリフォルニア総督のピオ・ピコが所有していた。ピオ・ピコはウィッティアのサンガブリエル川沿いに大農場を建設しており、それが今日のピオ・ピコ州立歴史公園となっている。戦後、ドイツ人移民ジェイコブ・F・ガーケンスが、ホームステッド法の下で234ドルをアメリカ合衆国政府に払って160エーカー (0.6 km2) の土地を取得し、丸太小屋を立てた。これが現在ジョナサン・ベイリー邸と呼ばれている。ガーケンスは後にロサンゼルス市警察の初代署長になった。ガーケンスの土地はその後数代所有者が変わった後で、クエーカー教徒集団が購入し、クェーカーの町を造るために広さを1,259エーカー (5 km2) まで拡大した。この地域は間もなく柑橘類の栽培で知られるようになり、「クエーカー印」の果物が国内全土に出荷された。後には胡桃の木も植えられ、国内最大の胡桃生産地となった。これらに加えてパンパスグラスの大生産地でもある。
1887年、サザン・パシフィック鉄道がウィッティアを通る最初の支線を建設した。この鉄道で1880年代の好景気が起こった。1906年には、年間で貨車650両のオレンジと、250両のレモンが鉄道で出荷された。1904年、パシフィック電鉄が、ロサンゼルス市からウィッティアまで「ビッグ・レッド・カーズ」と呼ぶトロリー線を開通させた。その最初の20年間で毎年100万人以上がこの路線を利用してロサンゼルス市との間を往復した。胡桃の木は1887年に植えられ、国内の主要生産地になった。
第二次世界大戦後、ウィッティアは急速に成長し、南カリフォルニアでの住宅不足に駆り立てられて、オレンジ園の分割が始まった。1955年、シビックセンター複合ビルが完成し、1955年3月8日に市政委員会最初の会合がその新しい議場で開催された。市はウィッティア・ブールバードやイーストウィッティアの一部を併合して拡大を続け、1961年の併合では人口が28,000人増えて、約67,000人になった。

### 市名の由来

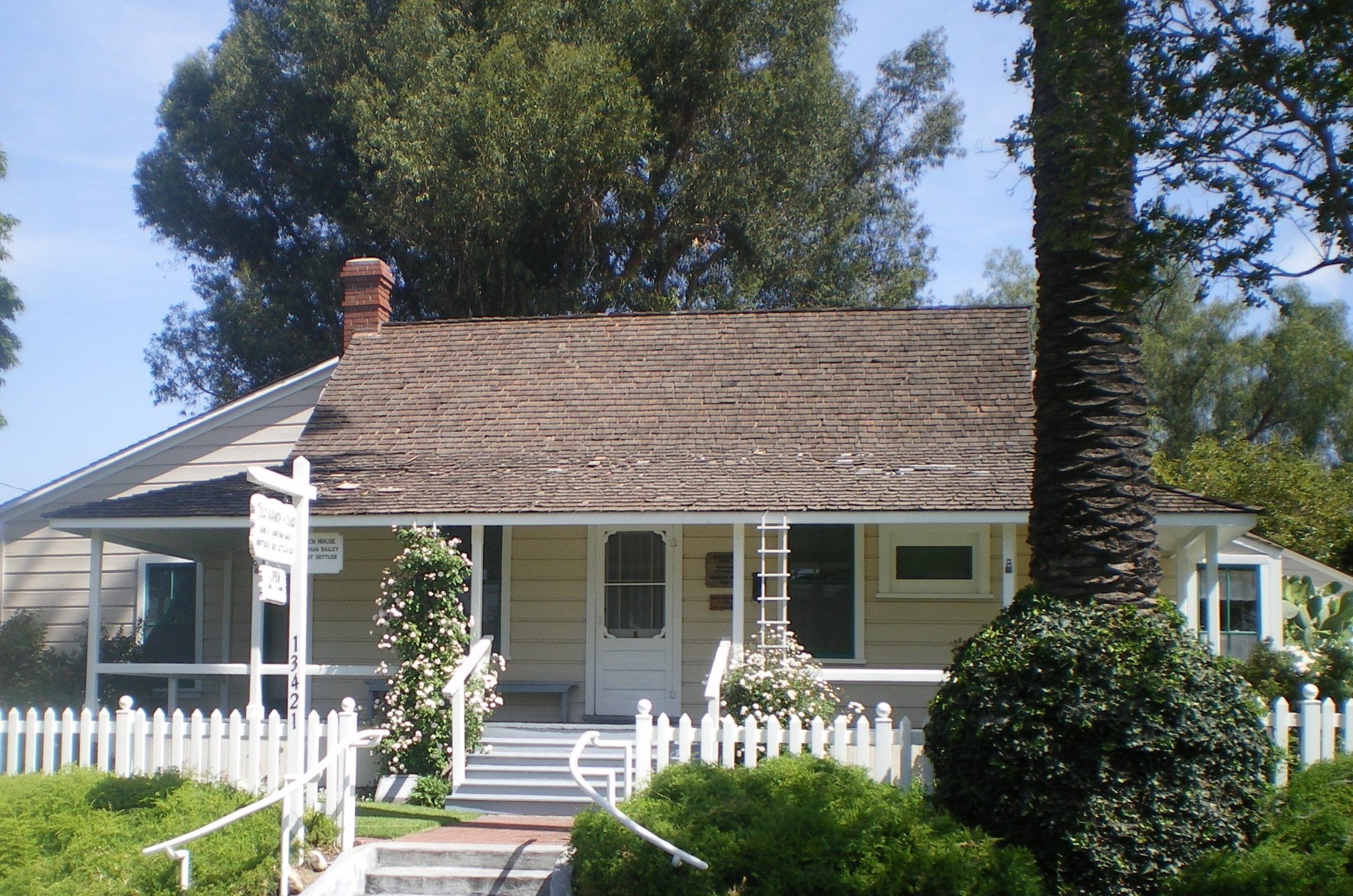
ジョナサン・ベイリー邸

ウィッティアの町が設立された当初は小さな孤立した町であり、ジョナサン・ベイリーとその妻のレベッカが最初の住人に入っていた。この夫妻はクエーカーの信仰と慣習に従い、その玄関で宗教集会を開いた。町が成長すると、市民は尊敬されるクエーカー詩人ジョン・グリーンリーフ・ウィッティアから市名を付けた。ウィッティアが献呈の詩を書いており、ウィッティア博物館の彫像と小さな展示物で今日も顕彰されている。その像の1つは公園にあり、またその詩『裸足の少年』を記した像は市役所の傍にあった。ウィッティアがこの地に足を踏み入れたことは無かったが、市はその名前を維持し、クエーカーの伝統に根付いている。

### カレッジの歴史
1887年、ピッカリング土地・水道会社がカレッジを建てるために20エーカー (80,000 m2) の土地を取って置いたが、土地ブームの崩壊のために建設が中断された。カレッジの建設は間歇的に進行したが、1891年に設立していたウィッティア・アカデミーが1896年7月30日に公式に校名をウィッティア・カレッジに変更し、100名の学生を受け入れた。この学校のマスコットは「ザ・ポエット」（詩人）である。1906年までに、研究所、寄宿舎、大型の体育館および運動場を持つ教育機関になった。1890年代の経済不況のために、最初の学士号が与えられたのは17年後だった。
ウィッティア・カレッジのメンデンホール・ビルは、レオナ・メイ・メンデンホールがその夫のオスカーの栄誉に献げて名付けたものである。メンデンホール家はウィッティア設立時の家族に入っていた。オスカーの弟サミュエル・メンデンホールは上水道や郵便局の設立に貢献した。メンデンホール家はサンキスト・オレンジやブルーダイアモンド・クルミの大生産者だった。

### クエーカーの歴史
1887年、コムストック・アベニューとウォードマン通りの角に最初のクエーカー集会所が建てられた。この100席しか無かった集会所では直ぐに満員になるようになり、1902年、フィラデルフィア通りとワシントン・アベニューの角に新しく大きなビルが建設された。1912年までに教徒は1,200人まで増加し、1917年には第3のビルが同じ場所に建てられた。この建物は1,700人の収容能力があり、バルコニーを備え、マホガニー壁板と信者席のある煉瓦造りだった。現在の集会所は1975年に完成したものであり、多くの建築的要素に加えて、ステンドグラス窓やマホガニーの内装など1917年建設ビルの材料を用いている。

### ウィッティア・ナローズ地震
1987年10月1日午前7時42分、ウィッティア・ナローズ地震が襲った。震源はウィッティアの北北西6マイル (10 km) だった。マグニチュード5.9を記録し、8人が負傷し、ウィッティア・アップタウンの歴史ある建物に大きな被害を与えた。その3日後の10月4日午前3時59分、マグニチュード5.2の大きな余震が起きて、被害を拡大した。既に危険な領域の境界線上にあると判断されていたビルや住居が、危険、あるいは生活不可能と判断された。その後の数年間で、地震によるかなりの被害を受けたアップタウン事業地区は衰退もしており、新しい開発計画の焦点になったが、多くの市民からの反対に遭った。地震の瓦礫の中から、1987年にウィッティア保存協会が結成され、災害後の歴史ある建物や住宅の解体を止めようとしていた。市も歴史資源委員会を創設し、史跡指定、歴史地区とミルズ法提案の承認を監督させている。
ウィッティア・ナローズ地震はショッピングモールのザ・クアッド・アット・ウィッティアも破壊しており、再建する必要性が生じた。

## 地理と気候
ウィッティア市は北緯33度57分56秒 西経118度1分28秒 / 北緯33.96556度 西経118.02444度 (33.5756, -118.128)に位置している。
アメリカ合衆国国勢調査局に拠れば、市域全面積は14.7平方マイル (38.0 km2)であり、全て陸地である。
ウィッティア市の北東はハシエンダ・ハイツ、北はインダストリー市と接し、サンガブリエル・バレーの北部に沿って幾つか未編入の町がある。西はピコリベラ市、東はラハブラ・ハイツ市、南東はラハブラ市、南はサンタフェスプリングス市の各市に接している。
太平洋からは約29キロメートル内陸にあるので、日中の気温は高くなる。また西側の都市より標高が高いので、冷たい空気がロサンゼルス盆地の低地に入り込んで夜間の最低気温を高くし、気温の逆転現象を引き起こす。冬季日中の最高気温は68°F から 80°F (20°C から 27°C)、夜間の最低気温は 43°F から 54°F (6°Cから 12°C) となる。夏季日中の最高気温は 78°F から 95°F (26°C から 35°C) 、夜間の最低気温は 58°F から 72°F (14°C から 22°C) である。降水は地中海性気候に類似し、冬に降水の大半があり、夏はかなり乾燥する。年間平均降水量は約356ミリメートルである。
| ウィッティア市（測候所は4.5マイル北北西のモンテベロ、1971年から2000年の平均）の気候 | ウィッティア市（測候所は4.5マイル北北西のモンテベロ、1971年から2000年の平均）の気候 | ウィッティア市（測候所は4.5マイル北北西のモンテベロ、1971年から2000年の平均）の気候 | ウィッティア市（測候所は4.5マイル北北西のモンテベロ、1971年から2000年の平均）の気候 | ウィッティア市（測候所は4.5マイル北北西のモンテベロ、1971年から2000年の平均）の気候 | ウィッティア市（測候所は4.5マイル北北西のモンテベロ、1971年から2000年の平均）の気候 | ウィッティア市（測候所は4.5マイル北北西のモンテベロ、1971年から2000年の平均）の気候 | ウィッティア市（測候所は4.5マイル北北西のモンテベロ、1971年から2000年の平均）の気候 | ウィッティア市（測候所は4.5マイル北北西のモンテベロ、1971年から2000年の平均）の気候 | ウィッティア市（測候所は4.5マイル北北西のモンテベロ、1971年から2000年の平均）の気候 | ウィッティア市（測候所は4.5マイル北北西のモンテベロ、1971年から2000年の平均）の気候 | ウィッティア市（測候所は4.5マイル北北西のモンテベロ、1971年から2000年の平均）の気候 | ウィッティア市（測候所は4.5マイル北北西のモンテベロ、1971年から2000年の平均）の気候 | ウィッティア市（測候所は4.5マイル北北西のモンテベロ、1971年から2000年の平均）の気候 |
| 月                                                                                  | 1月                                                                                 | 2月                                                                                 | 3月                                                                                 | 4月                                                                                 | 5月                                                                                 | 6月                                                                                 | 7月                                                                                 | 8月                                                                                 | 9月                                                                                 | 10月                                                                                | 11月                                                                                | 12月                                                                                | 年                                                                                  |
| ----------------------------------------------------------------------------------- | ----------------------------------------------------------------------------------- | ----------------------------------------------------------------------------------- | ----------------------------------------------------------------------------------- | ----------------------------------------------------------------------------------- | ----------------------------------------------------------------------------------- | ----------------------------------------------------------------------------------- | ----------------------------------------------------------------------------------- | ----------------------------------------------------------------------------------- | ----------------------------------------------------------------------------------- | ----------------------------------------------------------------------------------- | ----------------------------------------------------------------------------------- | ----------------------------------------------------------------------------------- | ----------------------------------------------------------------------------------- |
| 最高気温記録 °F （°C）                                                              | 91 (33)                                                                             | 95 (35)                                                                             | 100 (38)                                                                            | 104 (40)                                                                            | 105 (41)                                                                            | 108 (42)                                                                            | 108 (42)                                                                            | 106 (41)                                                                            | 113 (45)                                                                            | 106 (41)                                                                            | 100 (38)                                                                            | 88 (31)                                                                             | 113 (45)                                                                            |
| 平均最高気温 °F （°C）                                                              | 69.7 (20.9)                                                                         | 71.3 (21.8)                                                                         | 72.6 (22.6)                                                                         | 77.4 (25.2)                                                                         | 79.2 (26.2)                                                                         | 84.2 (29)                                                                           | 88.9 (31.6)                                                                         | 89.4 (31.9)                                                                         | 87.5 (30.8)                                                                         | 82.2 (27.9)                                                                         | 75.2 (24)                                                                           | 70.7 (21.5)                                                                         | 79.0 (26.1)                                                                         |
| 日平均気温 °F （°C）                                                                | 58.8 (14.9)                                                                         | 60.0 (15.6)                                                                         | 61.6 (16.4)                                                                         | 65.3 (18.5)                                                                         | 68.1 (20.1)                                                                         | 72.6 (22.6)                                                                         | 76.6 (24.8)                                                                         | 77.4 (25.2)                                                                         | 75.7 (24.3)                                                                         | 70.3 (21.3)                                                                         | 63.6 (17.6)                                                                         | 59.0 (15)                                                                           | 67.4 (19.7)                                                                         |
| 平均最低気温 °F （°C）                                                              | 47.9 (8.8)                                                                          | 48.7 (9.3)                                                                          | 50.5 (10.3)                                                                         | 53.1 (11.7)                                                                         | 56.9 (13.8)                                                                         | 60.9 (16.1)                                                                         | 64.3 (17.9)                                                                         | 65.4 (18.6)                                                                         | 63.8 (17.7)                                                                         | 58.4 (14.7)                                                                         | 52.0 (11.1)                                                                         | 47.3 (8.5)                                                                          | 55.8 (13.2)                                                                         |
| 最低気温記録 °F （°C）                                                              | 30 (−1)                                                                             | 29 (−2)                                                                             | 33 (1)                                                                              | 39 (4)                                                                              | 30 (−1)                                                                             | 30 (−1)                                                                             | 38 (3)                                                                              | 44 (7)                                                                              | 50 (10)                                                                             | 44 (7)                                                                              | 37 (3)                                                                              | 30 (−1)                                                                             | 29 (−2)                                                                             |
| 降水量 inch （mm）                                                                  | 3.53 (89.7)                                                                         | 3.60 (91.4)                                                                         | 2.94 (74.7)                                                                         | 0.90 (22.9)                                                                         | 0.23 (5.8)                                                                          | 0.06 (1.5)                                                                          | 0.01 (0.3)                                                                          | 0.02 (0.5)                                                                          | 0.17 (4.3)                                                                          | 0.31 (7.9)                                                                          | 1.00 (25.4)                                                                         | 1.67 (42.4)                                                                         | 14.44 (366.8)                                                                       |
| 出典：http://www.wrcc.dri.edu/cgi-bin/cliMAIN.pl?ca5790                             |                                                                                     |                                                                                     |                                                                                     |                                                                                     |                                                                                     |                                                                                     |                                                                                     |                                                                                     |                                                                                     |                                                                                     |                                                                                     |                                                                                     |                                                                                     |

### 地区
ウィッティア市には幾つかの地区がある。フィラデルフィア通りとグリーンリーフ・アベニューを中心とする地域はアップタウンと呼ばれ、伝統的な事業地区の中核である。アップタウンの北はセントラルパークとハードリー・グリーンリーフと呼ばれる地区である。市の歴史資源委員会から歴史地区に指定されており、ウィッティア歴史地区協会の大半を占めている。ここにはクラフツマン様式やスペイン・コロニアル復古建築の家屋が多い。この歴史地区の北にある丘陵部とそれに接する所がスターライト・エステイツであり、大きな地区である。ウィッティア・カレッジを囲むこの地域はカレッジ・ヒルズと呼ばれ、近年歴史地区に指定された。カレッジ・アベニューの東はイーストウィッティアと呼ばれている。ここは戦後まで別の農業社会だった。その東は1950年代と1960年代に開発され、フレンドリーヒルズ、マーフィーランチ、およびレフィングウェルランチとなっている。

## 人口動態

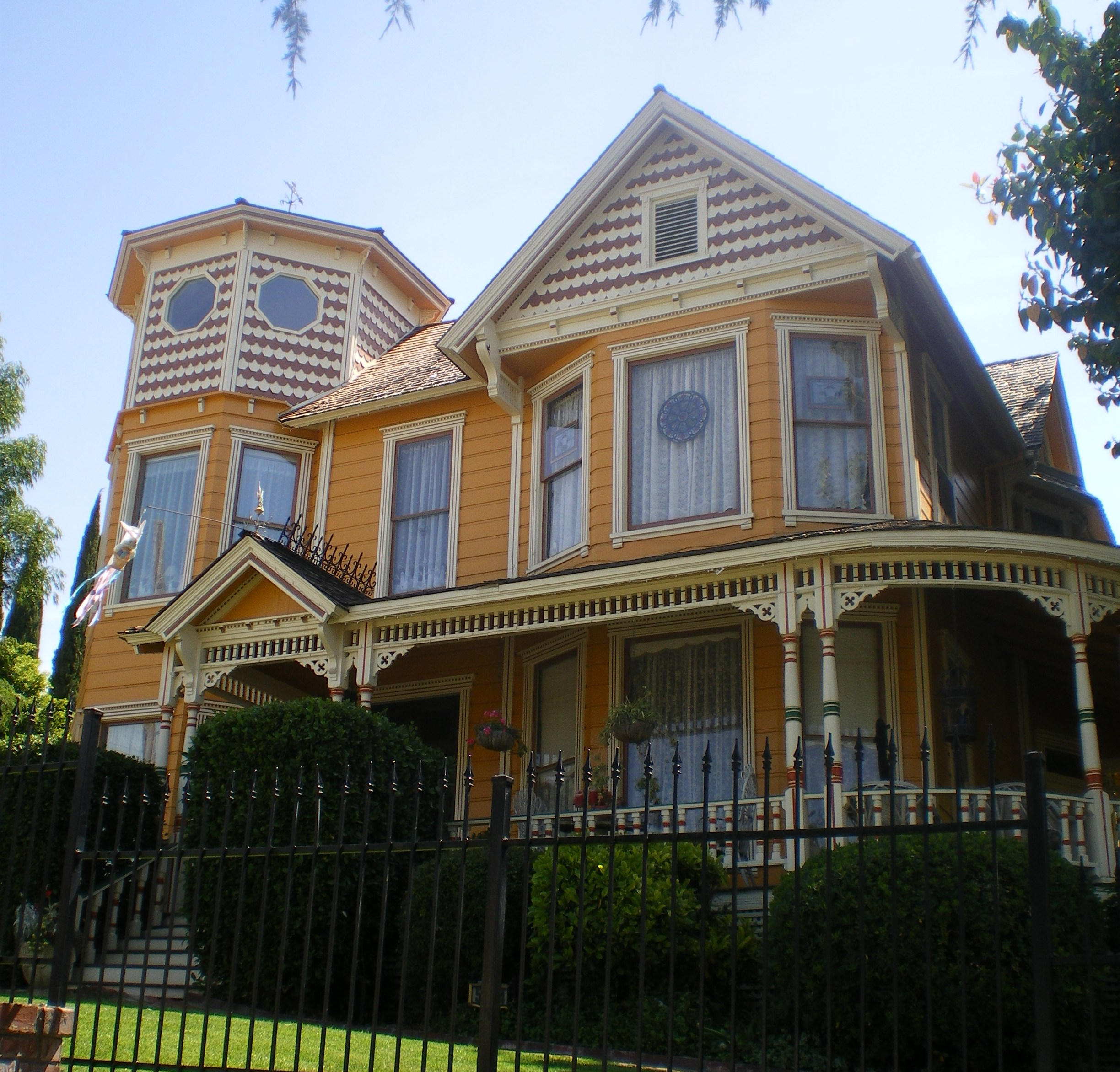
C・W・ハーベイ邸

### 2010年国勢調査
以下は2010年国勢調査による人口統計データである。
| 基礎データ - 人口: 85,331人 - 世帯数: 28,273 世帯 - 家族数: 20,614 家族 - 人口密度: 2,246.6人/km2（5,818.6人/mi2） - 住居数: 29,591 軒 - 住居密度: 779.1軒/km2（2,017.8 軒/mi2） - 持ち家: 57.3% - 借家: 42.7% - 持ち家空き家率: 1.3% - 貸し室空室率: 5.1% 人種別人口構成 - 白人: 64.6%（非ヒスパニック: 27.8%） - アフリカン・アメリカン: 1.3% - ネイティブ・アメリカン: 1.3% - アジア人: 3.8% - 太平洋諸島系: 0.1% - その他の人種: 24.4% - 混血: 4.4% - ヒスパニック・ラテン系: 65.7% | 年齢別人口構成 - 18歳未満: 25.4% - 18-24歳: 10.8% - 25-44歳: 27.7% - 45-64歳: 24.4% - 65歳以上: 11.7% - 年齢の中央値: 35歳 - 性比（女性100人あたり男性の人口） - 総人口: 94.0 - 18歳以上: 90.5 世帯と家族（対世帯数） - 18歳未満の子供がいる: 39.9% - 結婚・同居している夫婦: 50.1% - 未婚・離婚・死別女性が世帯主: 16.1% - 単身世帯: 21.6% - 65歳以上の老人1人暮らし: 8.8% - 平均構成人数 - 世帯: 2.96人 - 家族: 3.46人 |

### 2000年国勢調査
以下は2000年国勢調査による人口統計データである。
| 基礎データ - 人口: 83,680 人 - 世帯数: 28,271 世帯 - 家族数: 20,468 家族 - 人口密度: 2,208.4人/km2（5,719.4人/mi2） - 住居数: 28,977 軒 - 住居密度: 764.7軒/km2（1,980.5 軒/mi2） 人種別人口構成 - 白人: 43.2% - アフリカン・アメリカン: 1.2% - ネイティブ・アメリカン: 1.3% - アジア人: 3.3% - 太平洋諸島系: 0.2% - その他の人種: 25.8% - 混血: 5.0% - ヒスパニック・ラテン系: 65.9% | 年齢別人口構成 - 18歳未満: 28.3% - 18-24歳: 10.0% - 25-44歳: 30.6% - 45-64歳: 18.6% - 65歳以上: 12.5% - 年齢の中央値: 33歳 - 性比（女性100人あたり男性の人口） - 総人口: 94.6 - 18歳以上: 90.1 世帯と家族（対世帯数） - 18歳未満の子供がいる: 37.8% - 結婚・同居している夫婦: 52.5% - 未婚・離婚・死別女性が世帯主: 14.3% - 非家族世帯: 27.6% - 単身世帯: 22.4% - 65歳以上の老人1人暮らし: 9.4% - 平均構成人数 - 世帯: 2.88人 - 家族: 3.38人 | 収入と家計 - 収入の中央値 - 世帯: 49,256米ドル - 家族: 55,726米ドル - 性別 - 男性: 40,394米ドル - 女性: 34,223米ドル - 人口1人あたり収入: 21,409米ドル - 貧困線以下 - 対人口: 10.5% - 対家族数: 7.8% - 18歳未満: 13.7% - 65歳以上: 8.0% |

## 政治
ウィッティアの昔は大変保守的だったが、近年は競り合うようになり、中央部と西部は民主党寄り、東部は共和党に投票する傾向にある。
カリフォルニア州議会上院では第30選挙区、下院では第56、第58、および第60選挙区にあり、共和党の下院議員1人を除けば民主党員を選出している。アメリカ合衆国議会下院ではカリフォルニア州第38、第39および第42選挙区にあり、クック投票動向指数ではそれぞれ民主党+20、+13、共和党+10である。投票動向指数と同様に民主党員2人、共和党員1人を選出している。
ロサンゼルス郡健康サービス部が市内のウィッティア健康センターを運営している。
一時期カリフォルニア州青年オーソリティがフレッド・C・ネルス青年矯正施設を運営していた。1890年から運営されたが閉鎖された。

## 経済
ウィッティアの再開発機関が町を活性化させる多くの計画を進行中である、これには歴史あるフーバー・ホテル近くの700万ドル計画が含まれている。
ウィットウッド・タウンセンター（元ウィットウッド・モール）には、基幹店としてJ.C.ペニー、ターゲット、シアーズ、ボンズが入り、コールズがレッドロビンとブラックアンガスを準備している。市はさらに良く知られた企業を誘致し、アップタウン地区の再活性化で新しい住宅町を開こうとしている。
またウィッティア・ブールバード近くの480エーカー (1.9 km2) を開発するために動いている。そのマスタープランは2005年6月に市政委員会が採用した。

### メディア
地元の新聞は「ウィッティア・デイリーニューズ」である。その親会社の新聞である「サンガブリエル・バレー・トリビューン」、「ロサンゼルス・タイムズ」、「オレンジ郡レジスター」も読まれている。

## 主要雇用主
ウィッティア市の2009年包括的財務報告書に拠れば、市内の主要雇用主は次の通りである。
| 順位 | 雇用主                             | 従業員数 |
| ---- | ---------------------------------- | -------- |
| 1    | 長老派教会インターコミュニティ病院 | 2,600    |
| 2    | ウィッティア病院医療センター       | 850      |
| 3    | ウィッティア市                     | 702      |
| 4    | ウィッティア統合高校学区           | 412      |
| 5    | ウィッティア・カレッジ             | 325      |
| 6    | アメリカ合衆国郵便公社             | 315      |
| 7    | ブライト・ヘルス・フィジシャンズ   | 300      |
| 8    | ジョンソンコントロールズ           | 250      |
| 9    | 南カリフォルニア健康科学大学       | 220      |
| 10   | ウィッティア市教育学区             | 200      |

## 交通

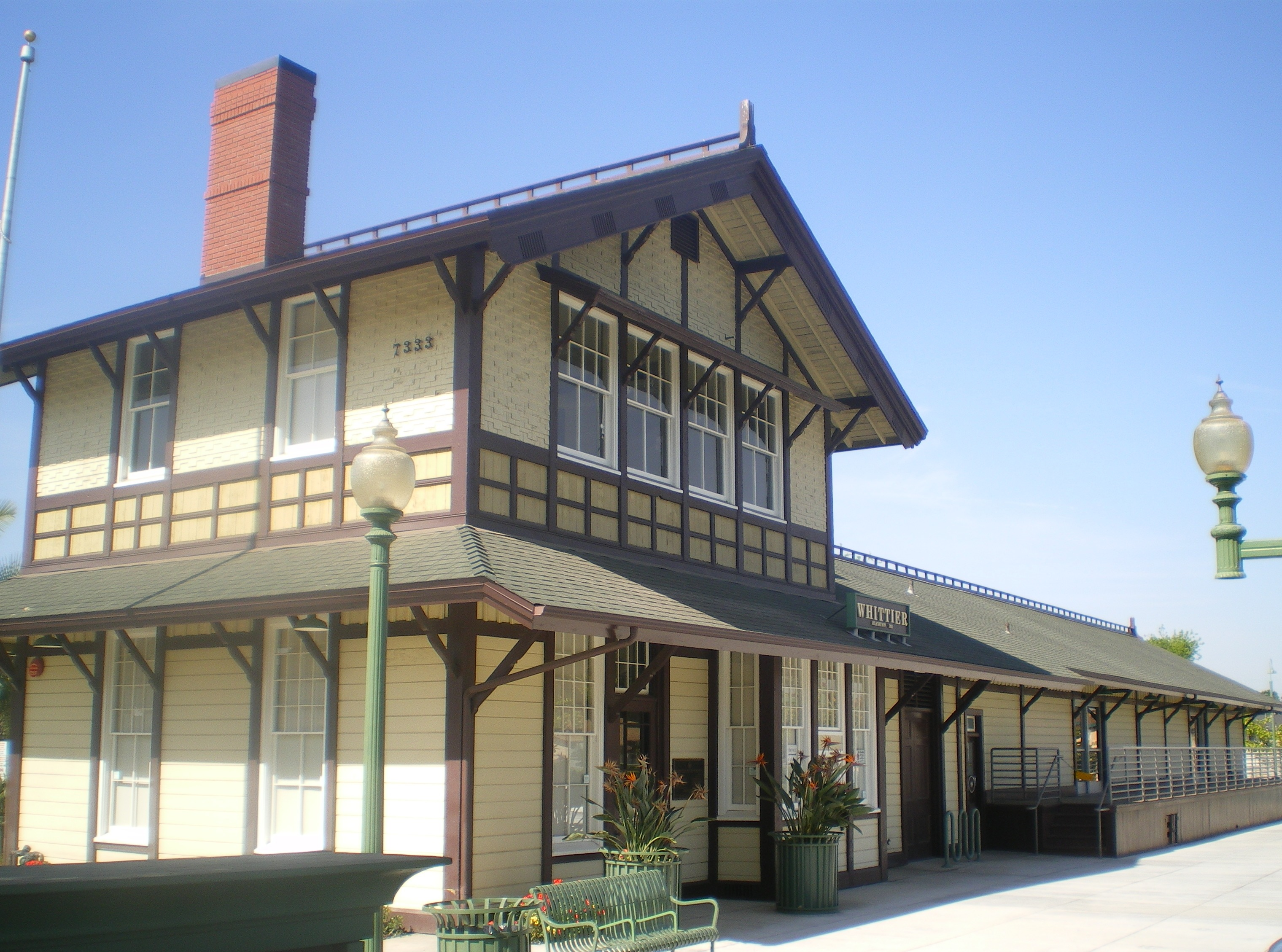
サザン・パシフィック鉄道駅

市内ではフットヒル交通、モンテベロ・バス・ラインズ、ノーウォーク交通がバス路線を運行するなど、様々なバス路線がある。他にはメトロのサンシャイン・シャトルがビーティ・アベニューからウィットウッド・タウンセンターまで、ライン21ウィットウッドがアビエーション駅（メトロレイル・グリーン線）からウィットウッド・タウンセンターまで運行している。市の北端に沿ってサンガブリエル川フリーウェイ（州間高速道路605号線）が走り、カリフォルニア州道72号線はウィッティア・ブールバードを経てエル・カミノ・レアルの一部になっている。

## 警察署と消防署

### 警察署
ウィッティア警察署がウィッティアとサンタフェスプリングスのパトロールを行っている。現在100人以上の警官が市内のパトロールを割り当てられている。パトロール部には、交通局、特殊執行チーム、法執行および学校資源担当がいる。警官サービス部には記録局、緊急対応通信センター、資産と証拠、および監獄が入っている。サービス部は24時間365日対応し、通信と記録にスタッフを張り付けている。このことでパトロールと操作を連続的に支援できている。
2010年10月、新しく広々とした警察署が開設された。床面積は53,000平方フィート (4,900 m2) あり、3,500万ドルを掛けた。

### 消防署
ロサンゼルス郡消防部第28支署と第17支署、第59支署がウィッティア市内の用に供している。同じく第8大隊がウィッティアの未編入領域を担当している。

## 図書館
1900年4月17日、ウィッティア公共図書館信託理事会が、ランドラム・スミスの薬局で最初の会合を開いた。最初の蔵書は書籍60冊と雑誌200冊であり、ウッディ・ビルで読書室として始まり、ヘスターがその電報室の空間と引き替えに維持した。1907年、カーネギーの資金でベイリー通りとグリーンリーフ通りの角に図書館が建設された。市が拡大するに連れて、大きな図書館が必要となり、1956年に組織化されたフレンズ・オブ・ライブラリーが新館の資金を集めた。その組織員、理事、司書、市民寄付集め団体の努力により、1959年5月に新しい図書館がワシントン・アベニューに完成した。1968年、サンタガートルードにウィットウッド支所が建設され、サービスが拡大された。

## 教育

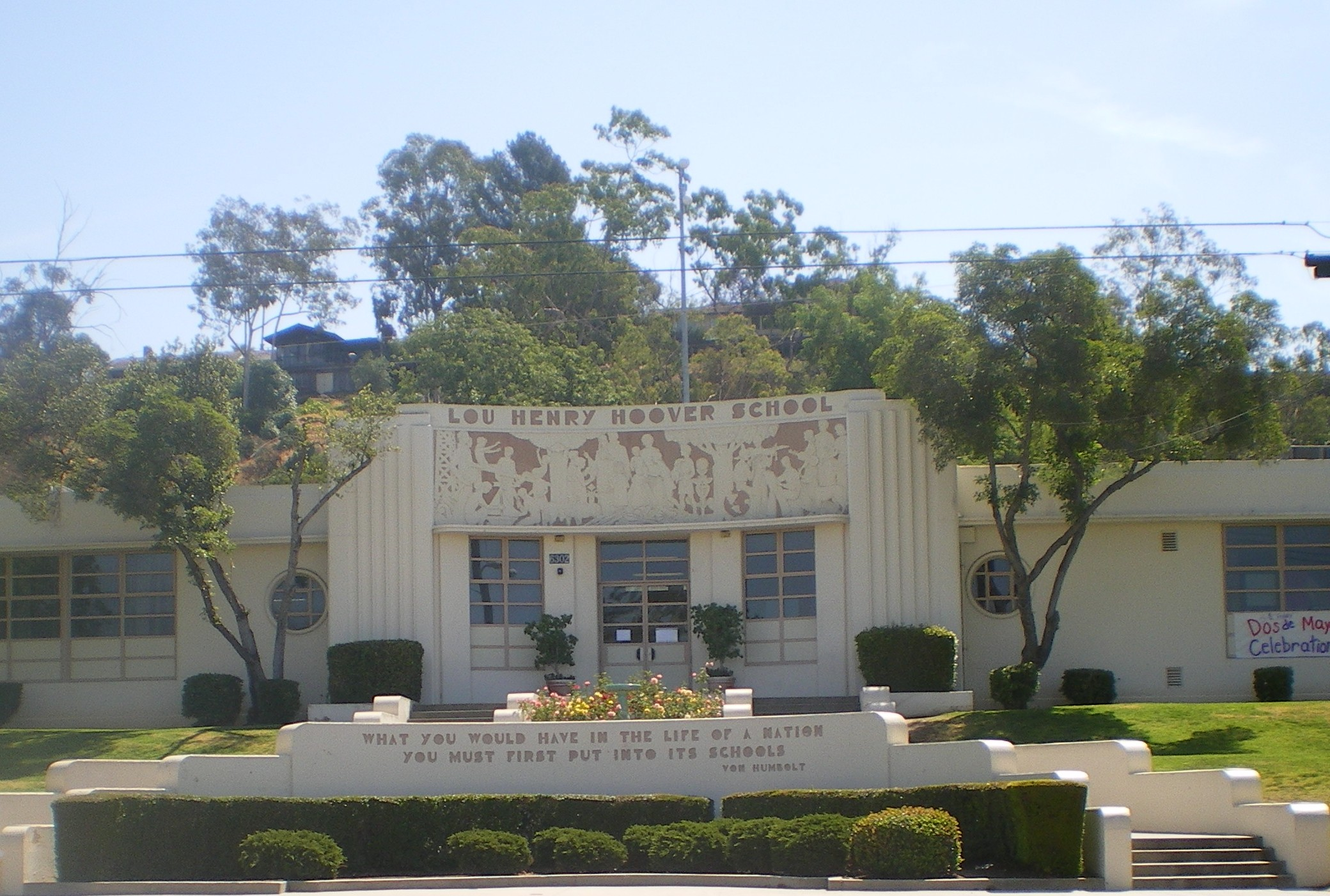
ルー・ヘンリー・フーバー学校

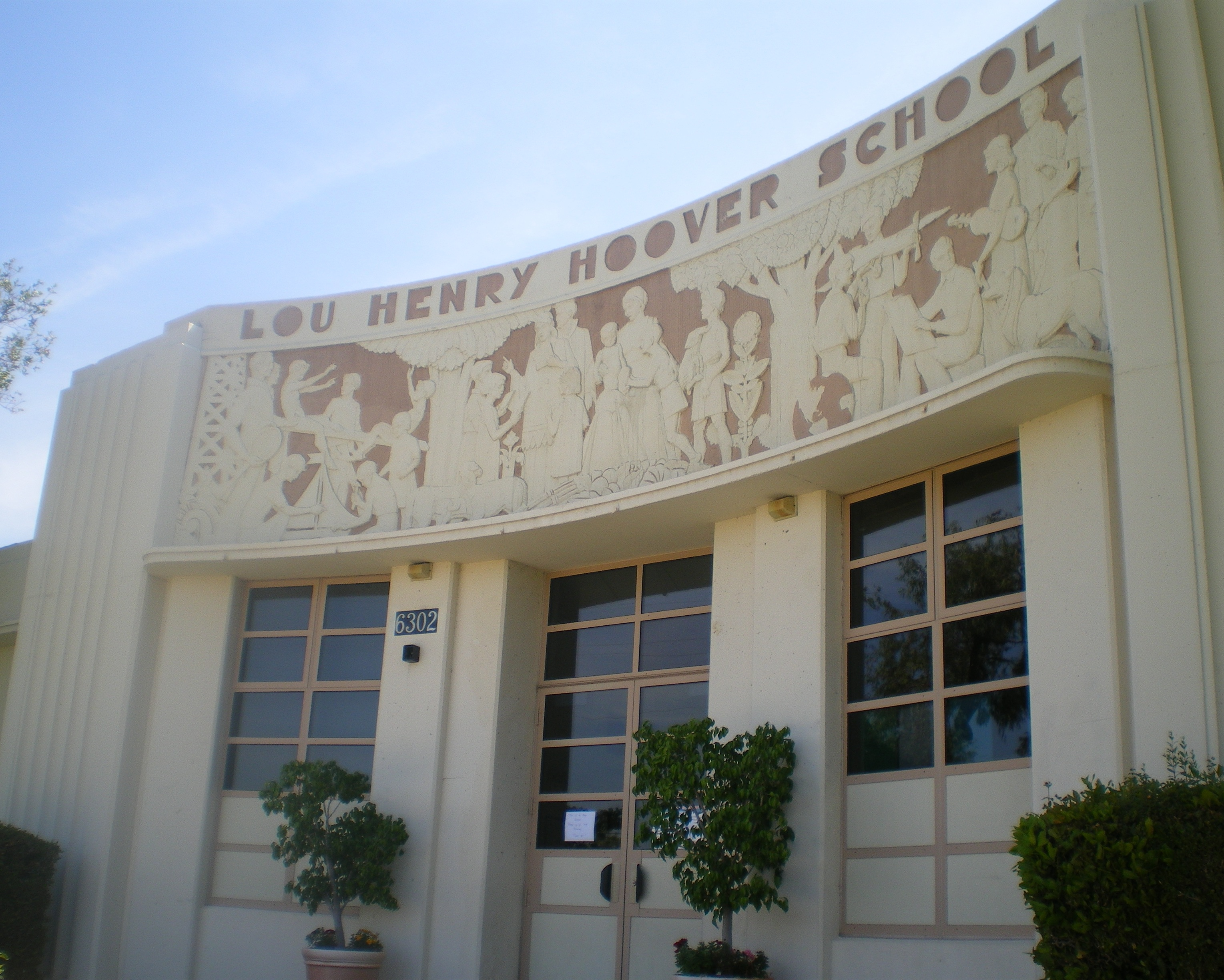
フーバー学校のフリーズ、バーソロニュー・マコの設計

ウィッティア市の公共教育はウィッティア統合高校学区、イーストウィッティア市教育学区、ウィッティア市教育学区、ローウェル合同教育学区、フラートン合同統合高校学区が管轄している。
ウィッティア統合高校学区には5つの高校がある。また継続学習高校や家庭学習の本部となる高校もある。さらに成人が学ぶウィッティア成人学校も入っている。
市内にはカトリック系私立学校が3校ある。ローマ・カトリック教会ロサンゼルス大教区が運営している。
その他トリニティ・ルーテル学校、ウィッティア・クリスチャン学校などもある。
高等教育機関として、リオ・ホンド・カレッジが市域のすぐ外にあり、また歴史あるウィッティア・カレッジもある。

## 歴史的な場所と娯楽施設

### 場所

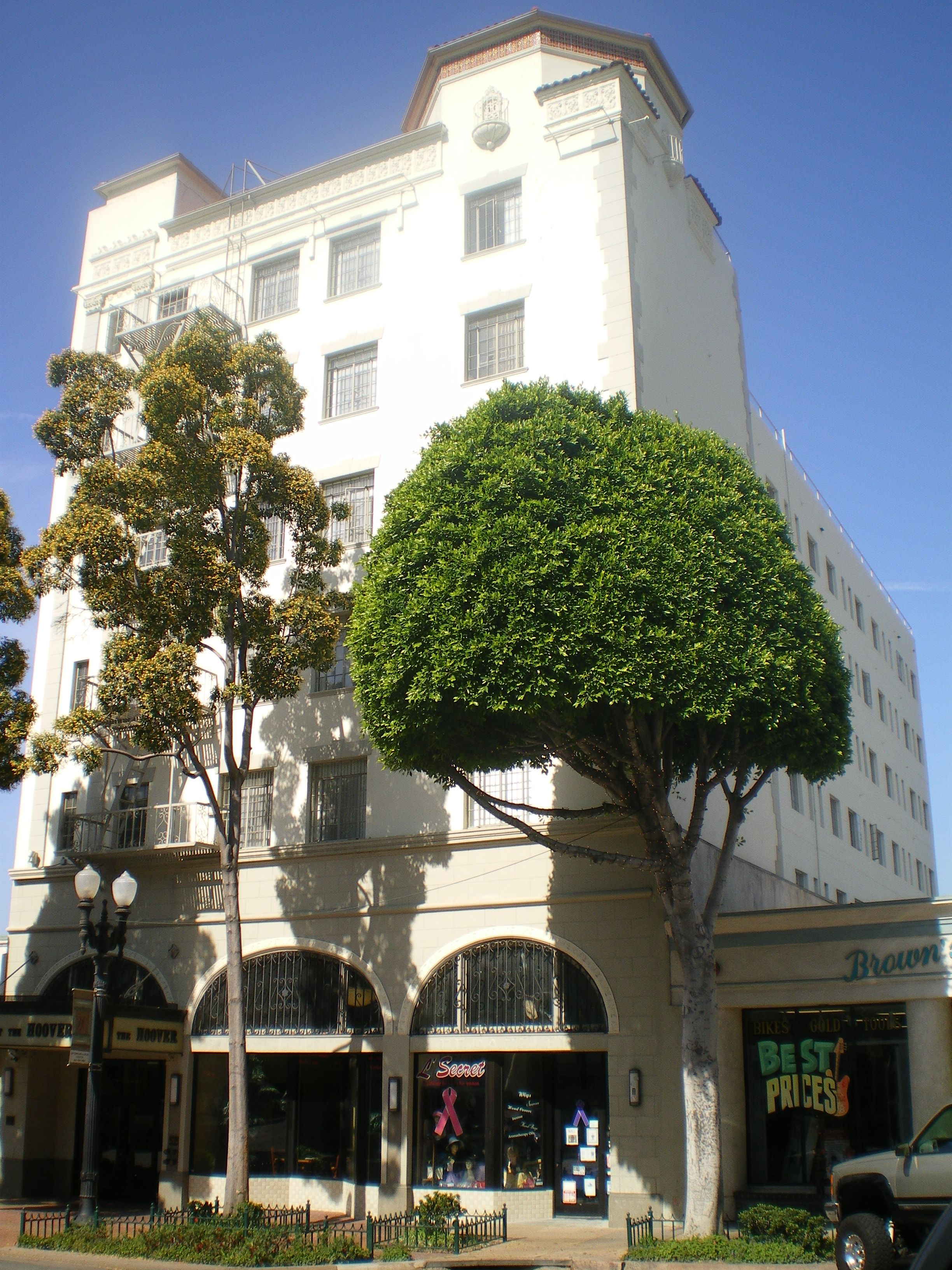
フーバー・ホテル

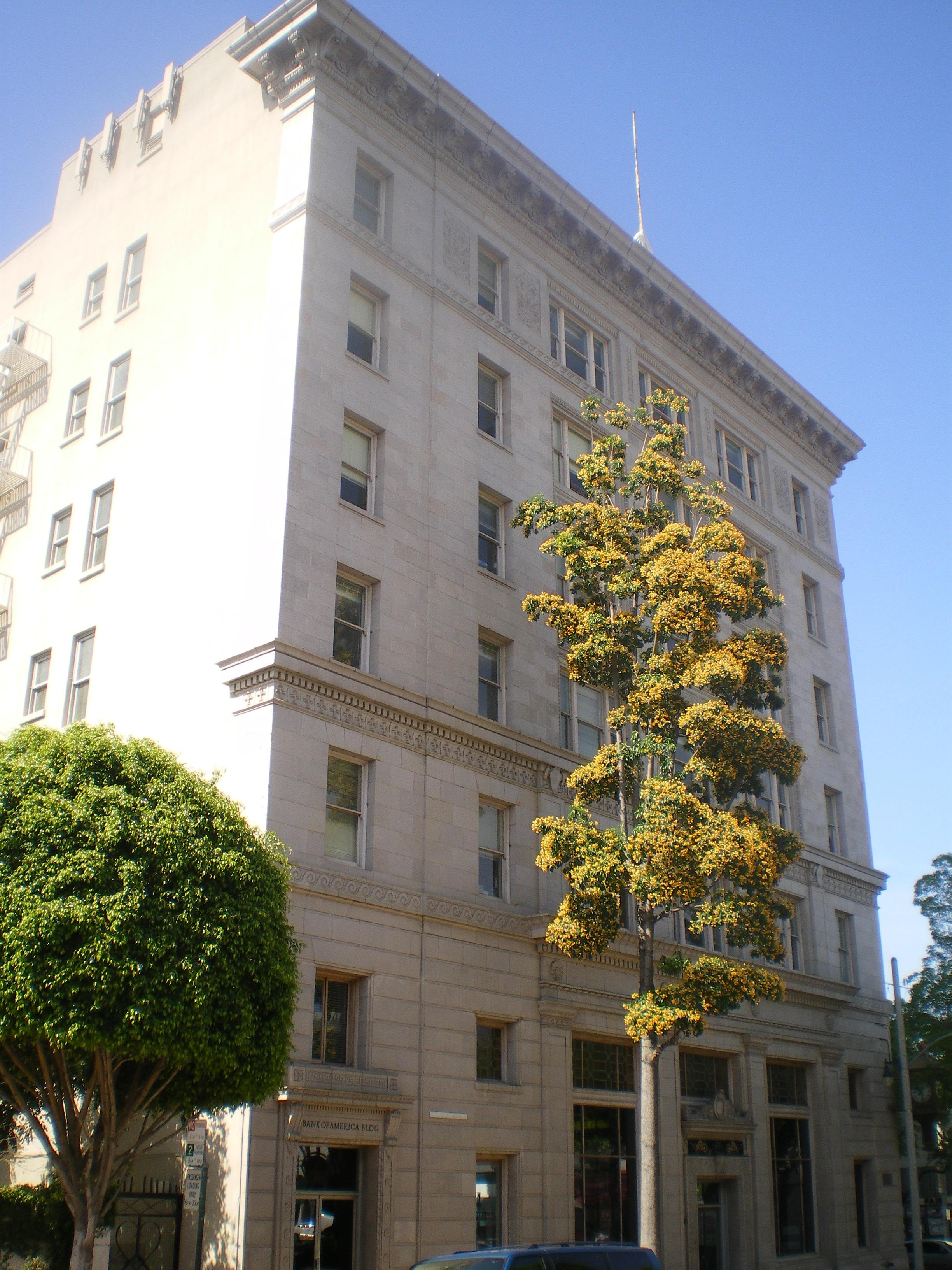
ウィッティア国定銀行ビル

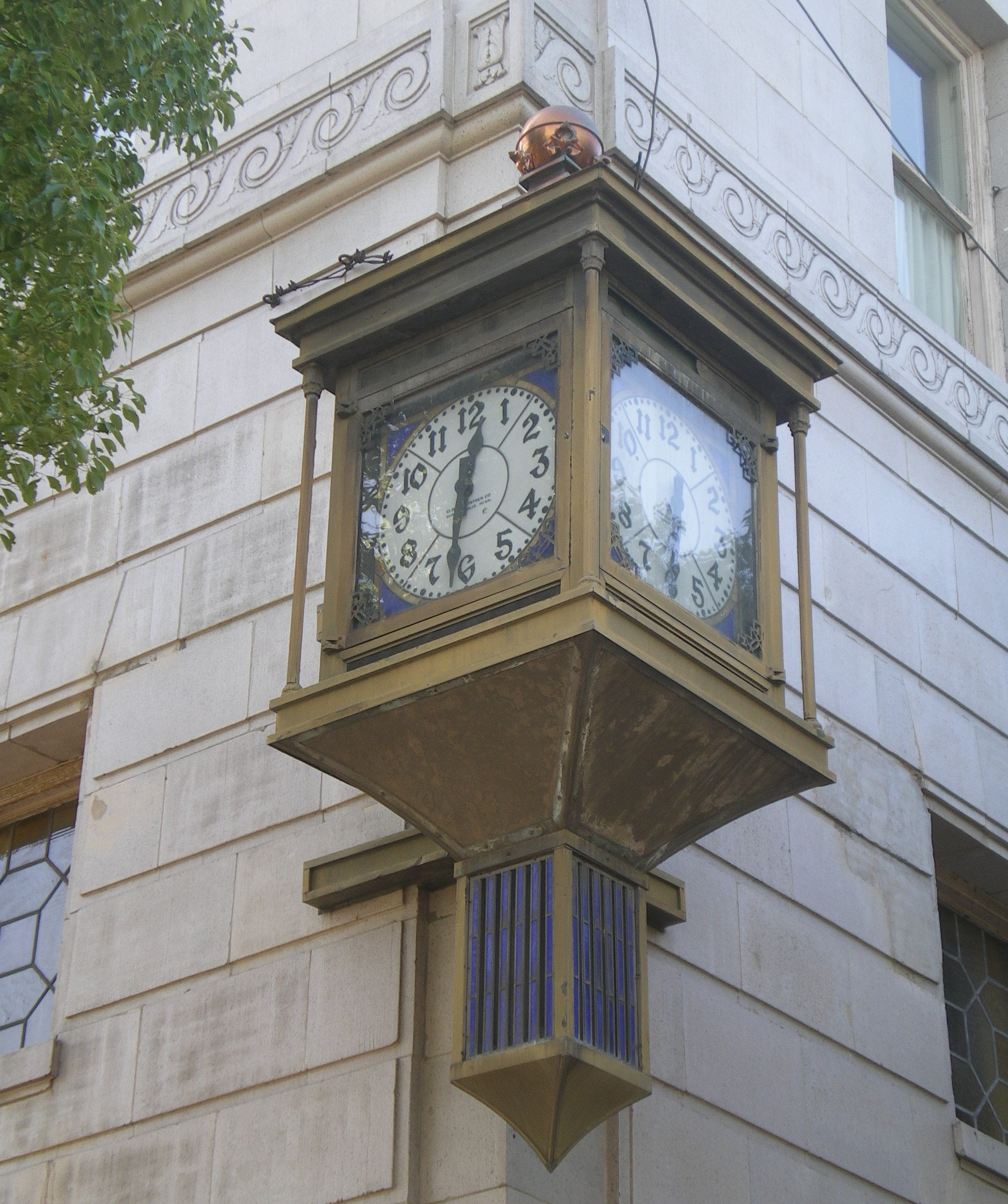
ウィッティア・ビレッジの時計

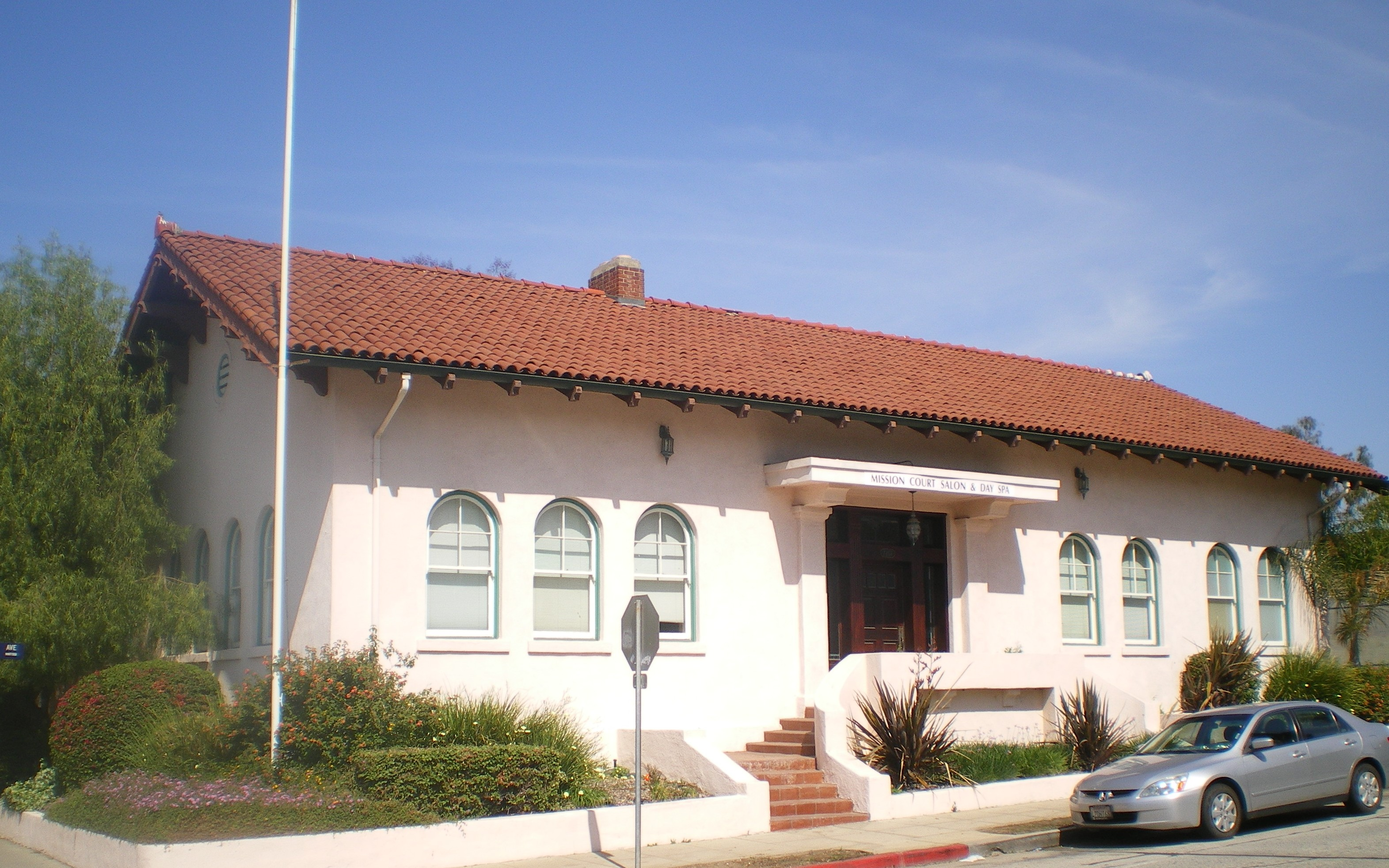
スタンダード・オイル・ビル

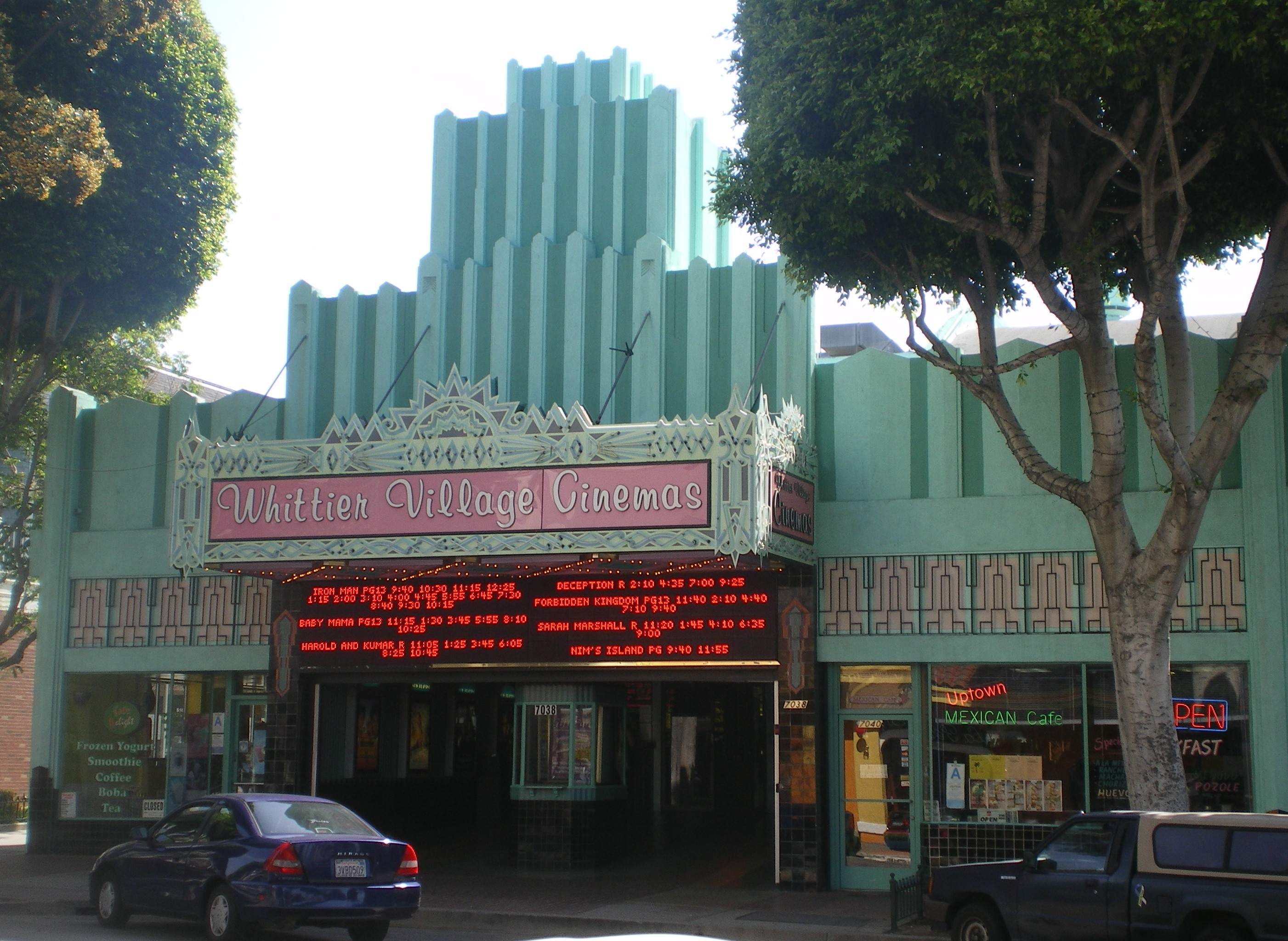
ウィッティア・ビレッジの映画館

- ローズヒルズ記念公園、世界最大の墓地、市の西端にある[18]
- プリンキピア・ディスコーディア、市内のボウリング場でその作者に啓示された
- 以下は市内にあるカリフォルニア州歴史史跡である[19]
  - ピオ・ピコ州立歴史公園、カリフォルニア州史跡番号127、: メキシコ領カリフォルニア最後の総督ピオ・ピコ邸
  - カリフォルニア州史跡番号646: イオルゴス・カラランボの墓
  - カリフォルニア州史跡番号681: パラドックス・ハイブリッド・クルミの木
  - カリフォルニア州史跡番号947: 少年犯罪者のための矯正施設（フレッド・C・ネルス学校）、2004年5月27日に閉鎖され、現在は事業と住宅の用途で開発が進んでいる
- ウィッティア博物館 - ニューリン・アベニュー6755、土曜日と日曜日の午後1時から4時まで一般公開、無料[20]
- 以下はアメリカ合衆国国家歴史登録財のリストである
  - ピオ・ピコ邸、パイオニア・ブールバード6003
  - フーバー・ホテル、グリーンリーフ・アベニュー7035
  - サザン・パシフィック鉄道駅、グリーンリーフ・アベニュー7333
  - スタンダード・オイル・ビル、ブライト・アベニュー7257
  - ジョナサン・ベイリー邸、カミラ通り東13421
  - ウィッティア国定銀行ビル、フィラデルフィア東13002
  - オーリン・ジョーダン邸、コムストック・アベニュー南8310

### 映画とテレビの場所
- 様々な映画とテレビ番組が市内で撮影された。

『アーミッシュ・グレース』（2010年） - テレビ映画、馬車列はグリーンリーフ通りで撮影され、葬儀のシーンはグッド・シェパード・ファミリー・バイブル教会で撮影された
『バック・トゥ・ザ・フューチャー』/『バック・トゥ・ザ・フューチャー PART2』 - マイケル・J・フォックス主演の映画、ウィッティア高校がヒルバレー高校の撮影現場になった
『Hocus Pocus』 - ベット・ミドラー、サラ・ジェシカ・パーカー、ソーラ・バーチ、ヴィネッサ・ショウが出演した映画、その一部がアップタウンとイーストウィッティア中学校で撮影された
『花嫁のパパ2』 - スティーヴ・マーティンの主演映画、一部がアップタウンで撮影された
『素晴らしき日々』 - フレッド・サベージ主演のテレビドラマ、最終回のパレードのシーンがアップタウンで撮影された
『2番目に幸せなこと』 - マドンナとルパート・エヴェレットが出演した映画、ウィッティアヒルズで撮影された
『女神が家にやってきた』 - クィーン・ラティファとスティーヴ・マーティンが出演した映画、イーストウィッティアのフレンドリーヒルズ・カントリークラブで撮影された
『ターミネーター3』（2003年） - アーノルド・シュワルツェネッガー主演の映画、様々な部分がローズヒルズ記念公園などで撮影された
『ブロウ』 - ジョニー・デップとペネロペ・クルスが出演した映画、フレッド・C・ネルス青年矯正施設で撮影された
『ALI アリ』 - マイケル・マン監督の映画、一部がアップタウン・ビレッジに近い歴史地区の住居で撮影された
『ディスタービア』（2007年）- シャイア・ラブーフ、キャリー＝アン・モスが出演した映画、ペインター・アベニューで撮影、デリカテッセンのシーンはアップタウンのコムストック・アベニューにある「アワー・クリーナーズ」で撮影された
『Moonlight』 - アレックス・オロックリンとソフィア・マイルズが出演したテレビドラマ、州の処刑場外観はフレッド・C・ネルス青年矯正施設で撮影された
『トラブル・イン・ハリウッド』（2008年） - ロバート・デ・ニーロ、ブルース・ウィリス、ショーン・ペン、ロビン・ライトが出演した映画、ローズヒルズ記念公園で撮影された
『レッド・ステイト』（2011年） - ケヴィン・スミス監督、マイケル・パークス出演の映画、フレッド・C・ネルス青年矯正施設で撮影された
『トゥルーブラッド』 - HBOのテレビドラマ、ローズヒルズ記念公園の礼拝堂で撮影された
『Roadracers』（1994年） - ロバート・ロドリゲス監督、デヴィッド・アークエット、ジョン・ホークス、サルマ・ハエックが出演した映画、多くがアップタウンで撮影された 

### ジョン・グリーンリーフ・ウィッティア献呈の詩
ジョン・グリーンリーフ・ウィッティアはウィッティア市を訪れることは無かったが、市を称える詩を書いた
| "My Name I Give To Thee" Dear Town, for whom the flowers are born, Stars shine, and happy songbirds sing, What can my evening give to thy morn, My Winter to Thy Spring? A life not void of pure intent With small desert of praise or blame; The Love I felt, the Good I meant, I leave Thee with My Name. | 私の名を汝に与えよう 親愛なる町、そのために花が生まれている 星は輝き、幸せな鳥が歌う 私の夜は汝の朝に何が与えられよう 私の冬は汝の春に何が与えられよう 真の意図が掛けていない人生 称賛あるいは失跡の小さな砂漠がある 私が感じる愛は善を意味するものだ 汝に私の名を残そう |

## 著名な出身者
- ジョージ・アレン、元バージニア州知事、アメリカ合衆国上院議員
- ジャスティン・デフレイタス - MLB（フィラデルフィア・フィリーズ）でプレーするプロ野球選手
- マイク・ガイエゴ - MLB（オークランド・アスレチックスなど）でプレーしたプロ野球選手
- ノマー・ガルシアパーラ - MLB（ボストン・レッドソックスなど）でプレーしたプロ野球選手
- ダン・ゴンザレス - MLB（デトロイト・タイガース）や日本プロ野球（阪神タイガース）でプレーしたプロ野球選手
- マーク・コッツェイ - MLB（サンディエゴ・パドレスなど）でプレーしたプロ野球選手
- リチャード・ニクソン、第37代アメリカ合衆国大統領、ウィッティア高校とウィッティア・カレッジでアメリカンフットボールを行っていた[22]。ウィッティアでは子供時代を過ごした。生まれたのは隣のオレンジ郡ヨーバリンダであり、そこで埋葬されている[23]
- ジョン・ラセター、ピクサー・アニメーション・スタジオの共同設立者、『トイ・ストーリー』、『バグズ・ライフ』、『トイ・ストーリー2』、『カーズ』、『カーズ2』の監督、2006年からピクサーとウォルト・ディズニー・アニメーション・スタジオのチーフ・クリエイティブ・オフィサー
- ロン・シェルトン - 『さよならゲーム』などを手掛けた映画監督

## 姉妹都市
- 江蘇省蘇州市の常熟市[24]
- アラスカ州ウィッティア